# Elaphoidella necessaria
Elaphoidella necessaria is een eenoogkreeftjessoort uit de familie van de Canthocamptidae. De wetenschappelijke naam van de soort is voor het eerst geldig gepubliceerd in 1933 door Kiefer.